# Военный городок № 1
Вое́нный городо́к № 1 (укр. Військове містечко-1, Военгородок № 1, В/Г № 1) — жилой массив (военный городок, микрорайон) в Центрально-Городском районе города Кривой Рог.
Расположен между жилмассивами (микрорайонами) Гданцевка, Кирпичный завод, Нижняя Антоновка и рекой Ингулец.
Почтовый индекс объектов военгородка: в Союзе ССР — 324001, Украина — 50001.

## История
Для дислокации формирований Криворожской территориальной стрелковой дивизии, позднее переименованной в 41-ю стрелковую дивизию (41 сд) в Харьковском военном округе было принято решение о строительстве военного городка, тогда еще в предместьях города Кривой Рог, между Гданцевкой и железнодорожной станции Кривой Рог (ныне станция Кривой Рог-Западный).
Место для военного городка должно было соответствовать определённым критериям и оно было найдено в западных предместьях города (прикрытие города со стороны направления наступления исторических главных врагов), вблизи железнодорожной станции (снабжение материальными средствами, быстрая возможность передислокации), вблизи реки (пойка и помывка конского состава) и так далее.
В военном городке № 1 были построены здания и сооружения:
- управления (штаба) стрелковой дивизии;
- клуба;
- казарм;
- конюшен;
- складов;
- трёхэтажной средней школы № 29 (1938 года постройки), ныне общеобразовательная школа I—III ступеней № 29 Криворожского городского совета Днепропетровской области;
- трёхэтажных домов командного (начальствующего) состава, позднее офицерского — ДОС №№ 1, 2, 3, 4, 5, 6, 7 (1937 года постройки), 8 (1938 года постройки);
- двухэтажной гостиницы Криворожского гарнизона. В месте с ней, в здании, так же размещались в разное время: бильярдная, музыкальная школа, сапожная мастерская;
- тактическое поле;
- стрельбище (возле бывшей канатной дороги ГЧЛЗ);
- рампа, для погрузки вооружения, военной техники, личного и конского состава и подъездной железнодорожный путь пристроенный к подъездному пути Центральных механических мастерских;
- мощёные брусчаткой дороги;
- и другие.

В первых числах сентября 1939 года 41 сд была доукомплектована до штатов военного времени за счёт приписного состава военнообязанных из числа горняков Криворожского железорудного и Никопольского марганцевого бассейнов, металлургов Кривого Рога и Никополя, колхозников и рабочих совхозов Днепропетровской области. В начале второй декады сентября стрелковая дивизия грузится в воинские поезда и отправляется маршем воинскими эшелонами к польской границе. С октября соединение входит в состав 6-го стрелкового корпуса 6-й армии Украинского фронта и участвует в Польской кампании. По окончании похода на Западную Украину дивизия размещается в 50 километров от города Рава-Русская, а в военном городке вместо неё размещены формирования 147-й стрелковой дивизии.
В период оккупация территории СССР войсками Третьего рейха и его союзников на части территории В/Г № 1 размещался немецкий сборный пункт, а затем концлагерь для советских военнопленных и гражданских лиц — Шталаг № 338 (Stalag 338) — с августа 1941 года (января 1942 года) по апрель 1942 года (февраль 1943 года). В этот период его посещал Генрих Гиммлер, сохранилась кино и фото хроника концлагеря. В лагере содержалось около 20 000 военных и гражданских лиц, для них рацион питания был рассчитан так, чтобы самый сильный человек умер в течение 1 — 1,5 месяца. Ежедневно от таких условий содержания умирало от 120 до 160 узников, трупы которых вывозили на рудник имени Валявко, который находился недалеко от городка. Периодически фашисты уничтожали непокорных советских граждан, методом расстрела у берега реки Ингулец, но многие военнопленные не могли дойти к месту расстрела — около 2-х км, так как были обессилены от голода и ранений. Один из массовых расстрелов произошёл на полпути. Сейчас на этом месте установлен «Памятник жертвам фашизма — непокорённым узникам концлагеря № 338». Также на территории военгородка № 1 имеются две братские могилы советских войнов — одна братская могила возле бывшего плавательного бассейна 17-й гвардейской танковой дивизии и вторая (Братская могила № 16, похоронено 9 человек) недалеко от бывшего магазина и кафе военторга. Достоверных сведений о точном количестве уничтоженных советских гражданах нет. В современной украинской исторической литературе вопрос о массовых казнях в районе военгородка № 1 в период с 1941 года по 1944 год практически не отражён.
После Великой Отечественной войны восстановлены некоторые оставшиеся здания (школы № 29, ДОСы № № 8, 7, 4, 2, 1). Построены новые штабные, казарменные и складские сооружения и другая инфраструктура войсковых частей. В 1950-х — 1990-х годах на территории военгородка размещались формирования 17-й гвардейской танковой дивизии.
Застройка В/Г № 1 сейчас весьма разнообразна: многоэтажные строения соседствуют с одноэтажными домами. Часть домов в военгородке имеет почтовую адресацию непосредственно по военному городку, а именно дома № 1, 1А/1, 1А/2, 1А/3, 1А/4, 2, 2А/1, 2А/2, 2А/3, 2А/4, 3А/1, 3А/2, 3А/3, 2/3, 3А/4, 4А/1, 4А/2, 4А/3, 4А/4, 5/1, 5//2, 5/3, 5/4, 6/1, 6/2, 6/3, 6/4, 7, 7А, 8, а другая часть — по прилегающим улицам.
В последние годы, после расформирования советского наследства ВС СССР, снесены штабные, казарменные и складские сооружения в/ч. Вместо бассейна оборудована церковь. На месте парковых и складских зон пустыри и разруха. О планах дальнейшего использования всей территории военного городка № 1 достоверные данные отсутствуют.

## Транспорт
- Автобусный маршрут: 1А, остановка «ул. Мерецкова», ранее № 22, остановки: «Переезд», «Бассейн», «Кирпичный завод».
- Маршрут маршрутных такси (маршрутка): № 217, № 300, № 300А, остановки: «Переезд», «Бассейн», «Кирпичный завод».

## Интересные факты
- На территории военгородка находятся мостовая дорога (частично закрыта асфальтом) и переулок.